# 제이니 존스 (영화)
《제이니 존스》(영어: Janie Jones)는 2010년 개봉한 미국의 드라마 영화이다.

## 줄거리
그루피 출신 메스암페타민 중독자 어머니가 재활 시설에 들어가자 13살 제이니 존스는 현재 순회 공연 중이며 알코올 의존증인 왕년 록스타 이선 브랜드에게 자신이 딸이라는 사실을 밝힌다.

## 출연
- 애비게일 브레슬린 - 제이니 존스 역
- 알레산드로 니볼라 - 이선 브랜드 역
- 엘리자베스 슈 - 메리 앤 존스 역
- 브리트니 스노 - 아이리스 역
- 페테르 스토르마레 - 슬론 역
- 조엘 데이비드 무어 - 데이브 역
- 프랜시스 피셔 - 릴리 역
- 프랭크 훼일리 - 척 역
- 로드니 이스트먼 - 빌리 역